# سهمگین‌شاخان
سهمگین‌شاخان (نام علمی: Dinocerata) نام یک راسته از شاخه طنابداران است.